# Boks na zawodach Przyjaźń-84
W ramach zawodów Przyjaźń-84, które zorganizowano w państwach, które zbojkotowały Letnie Igrzyska Olimpijskie 1984 w Los Angeles, odbyły się m.in. zawody w boksie. Zostały rozegrane w Hawanie między 18 a 24 sierpnia 1984.
Startowało 92 zawodników z 12 państw: Bułgarii, Czechosłowacji, Gujany, KRLD, Kuby, Mongolii, Nikaragui, NRD, Polski, Wenezueli, Węgier i ZSRR. Walczono w 12 kategoriach wagowych. Zawody były wielkim triumfem bokserów kubańskich, którzy zdobyli 11 złotych i 1 srebrny medal. Poniżej znajdują się medaliści tych zawodów oraz informacje o występach reprezentantów Polski.

## Rezultaty

### Medaliści
| Kategoria wagowa                | Złoto                    | Srebro                    | Brąz                                                                             |
| Waga papierowa (-48 kg)         | Juan Torres Odelin Kuba  | Karimżan Abrachmanow ZSRR | Dietmar Geilich NRD · Janusz Starzyk Polska                                      |
| Waga musza (-51 kg)             | Pedro Reyes Kuba         | Zbigniew Raubo Polska     | Iwan Filczew Bułgaria · János Váradi Węgry                                       |
| Waga kogucia (-54 kg)           | Ramon Ledon Kuba         | Jurij Aleksandrow ZSRR    | Klaus-Dieter Kirchstein NRD · Galin Kolew Bułgaria                               |
| Waga piórkowa (-57 kg)          | Adolfo Horta Kuba        | Sierik Nurkazow ZSRR      | Jo Ryon-sik Korea Północna · Dimityr Sławczew Bułgaria                           |
| Waga lekka (-60 kg)             | Ángel Herrera Kuba       | Nergüjn Enchbat Mongolia  | Ingo Benske NRD · Ramón Gil Wenezuela                                            |
| Waga lekkopółśrednia (-63,5 kg) | Candelario Duvergel Kuba | Wiaczesław Janowski ZSRR  | Imre Bácskai Węgry · Siegfried Mehnert NRD                                       |
| Waga półśrednia (-67 kg)        | Torsten Schmitz NRD      | José Luis Hernández Kuba  | Luis Garcia Wenezuela · Sierik Konakbajew ZSRR                                   |
| Waga lekkośrednia (-71 kg)      | Ángel Espinosa Kuba      | Michaił Takow Bułgaria    | Sándor Hranek Węgry · Michael Timm NRD                                           |
| Waga średnia (-75 kg)           | Bernardo Comas Kuba      | Henryk Petrich Polska     | Ján Franek Czechosłowacka Republika Socjalistyczna · Zoltán Füzessy Węgry        |
| Waga półciężka (-81 kg)         | Pablo Romero Kuba        | Władimir Szin ZSRR        | Liu Gol Hen Korea Północna · Milan Picka Czechosłowacka Republika Socjalistyczna |
| Waga ciężka (-91 kg)            | Hermenegildo Báez Kuba   | Gyula Alvics Węgry        | Aleksandr Jagubkin ZSRR · Dejan Kiryłow Bułgaria                                 |
| Waga superciężka (+91 kg)       | Teófilo Stevenson Kuba   | Walerij Abadżian ZSRR     | Ulli Kaden NRD · Petyr Stoimenow Bułgaria                                        |

### Występy Polaków
- Janusz Starzyk (waga papierowa) wygrał walkowerem z Juanem Floresem z Nikaragui i przegrał w półfinale z Karimżanem Abrachmanowem z ZSRR
- Zbigniew Raubo (waga musza) wygrał z Njamaguinem Narantują z Mongolii i Jánosem Váradim z Węgier, a w finale przegrał z Pedro Reyesem z Kuby
- Tomasz Nowak (waga piórkowa) przegrał z Jo Ryon-sikiem z Korei Północnej
- Henryk Petrich (waga średnia) wygrał z Henrym Maske z NRD i Jánem Frankiem z Czechosłowacji, a w finale przegrał z Bernardo Comasem z Kuby
- Stanisław Łakomiec (waga półciężka) przegrał z Pablo Romero z Kuby
- Roman Ślusarczyk (waga superciężka) przegrał z Petyrem Stoimenowem z Bułgarii

## Tabela medalowa
| Miejsce | Państwo                                 |    |    |    | Razem |
| ------- | --------------------------------------- | -- | -- | -- | ----- |
| 1       | Kuba                                    | 11 | 1  | 0  | 12    |
| 2       | NRD                                     | 1  | 0  | 6  | 7     |
| 3       | ZSRR                                    | 0  | 6  | 3  | 8     |
| 4       | Polska                                  | 0  | 2  | 1  | 3     |
| 5       | Bułgaria                                | 0  | 1  | 6  | 6     |
| 6       | Węgry                                   | 0  | 1  | 4  | 5     |
| 7       | Mongolia                                | 0  | 1  | 0  | 1     |
| 8       | Czechosłowacka Republika Socjalistyczna | 0  | 0  | 2  | 2     |
| 8       | Korea Północna                          | 0  | 0  | 2  | 2     |
| 8       | Wenezuela                               | 0  | 0  | 2  | 2     |
| Razem   | 10 państw                               | 12 | 12 | 24 | 48    |